# Бойна пружина
Бойна пружина – пружина в ударно-спусковия механизъм на огнестрелното оръжие, даваща на петлето или на ударника енергията, необходима за разбиване на капсула.
Бойната пружина може да бъде вита цилиндрична (винтовката на Мосин, пистолета ТТ, пистолета „Колт“ М1911), пластинчата (револвера Нагана обр. 1895 г., пистолета ПМ), спирална (автомата Калашников). В редица образци автоматично оръжие ролята на бойна изпълнява възвратната пружина (пистолета Браунинг обр. 1900 г., ръчната картечница ДП, повечето картечни пистолети).